# David McPartland
Pour les articles homonymes, voir McPartland.
David McPartland est un coureur cycliste australien né le 11 septembre 1980 à Albury. Il a évolué notamment au sein de l'équipe Tenax pendant les années 2000, et a remporté durant sa carrière le classement du meilleur jeune du Tour Down Under 2002. Il est actuellement directeur sportif de l'équipe Mitchelton-Scott.

## Palmarès
- 2001
  - 2e du Grand Prix du Président
- 2003
  - 2e du championnat d'Australie sur route espoirs
- 2004
  - 2e étape du Tour Down Under
- 2005
  - 3e étape de la Jayco Bay Classic
  - 3e de la Jayco Bay Classic
- 2007
  - Rund Um die Rigi
  - 2e étape du Tour Alsace
  - 2e de Martigny-Mauvoisin

## Classements mondiaux
| Année            | 2005 | 2006 | 2007 |
| ---------------- | ---- | ---- | ---- |
| UCI Oceania Tour | 8e   |      | 34e  |
| UCI Europe Tour  | 662e | 791e | 380e |